# سيغما أولوموتس
نادي سيغما أولوموتس الرياضي (بالتشيكية: Sportovní Klub Sigma Olomouc)‏ نادي كرة قدم تشيكي من مدينة أولوموتس. يلعب في دوري الدرجة الأولى . تم تأسيس النادي في سنة 1919 .